# Белозёров, Евгений Степанович
Евгений Степанович Белозеров (род. 25 июля 1936, Кировград, Свердловская область) — врач-инфекционист, доктор медицинских наук (1974), профессор (1977), заслуженный деятель науки КазССР (1990). Ректор Семипалатинского медицинского института (1985—1987), Алма-атинского государственного медицинского института (1987—1995).

## Биография
В 1961 году окончил педиатрический факультет Свердловского государственного медицинского института.
В течение 2 лет заведовал инфекционным отделением в г. Сухой Лог Свердловской области. С 1966 года, по окончании аспирантуры, — ассистент в Свердловском и Тюменском медицинских институтах, в 1972—1978 годы — заведующий кафедрой инфекционных болезней. В 1978—1983 годы — проректор СГМИ, в 1983—1985 — заведующий кафедрой инфекционных болезней, одновременно проректор Курского медицинского института.
В 1985—1987 годы — ректор СГМИ, в 1987—1995 — ректор АГМИ, одновременно — заведующий кафедрой инфекционных болезней. С 1995 года работает в Военно-медицинской академии (Санкт-Петербург).
Жена — Нина Андреевна; сын Сергей, инженер, живёт в Москве; сын Алексей, окончил 2-й Московский медицинский университет (живет в Москве); дочь — окончила 1-й Санкт-Петербургский медуниверситет имени акад. И. П. Павлова и Флорентийский медицинский университет (живет во Флоренции); внук Дмитрий, окончил Московский университет, живёт в Москве

## Научная деятельность
В 1966 году защитил кандидатскую диссертацию («Динамика микроэлементов у больных инфекционным гепатитом»), в 1974 — докторскую («Клинико-биохимические и гистохимические показатели у больных вирусным гепатитом и описторхозом»).
Автор более 300 научных работ, в том числе 46 монографий, 3 учебников и 9 методических рекомендаций. Наиболее значимые монографии: «Брюшной тиф и паратифы» (1978), «Описторхоз» (1981), «Медикаментозные осложнения» (1981, 2001), «Бруцеллез» (1985), «Сальмонеллез» (1992), «Социально-экологические аспекты здоровья человека» (1993), «Бактериальная дизентерия» (1993), «Дифтерия» (1994), «Гепатиты» (1994), «Чума» (1995), «СПИД» (1995), «Иммунодефициты и донозологические формы иммуносупрессии» (1998), « Клиническая иммунология», 2001, «ВИЧ-инфекция» (2000, 2003), «Инфекции нервной системы с прогредиентным течением», 2007, «Очерки общей инфектологии» «Медленные инфекции», 2007, 2009.
Автор двух учебников для студентов медицинских вузов и одного — для педагогических:
- «Клиническая иммунология и аллергология», 1993 год (Допущен Главным управлением учебных заведений МЗ СССР в качестве учебника для медицинских вузов), рецензенты видные иммунологи страны заслуженный деятель науки проф. В. И. Пыцкий (Москва) и член-корр. АМН СССР проф. Л. А. Трунова (Новосибирск):
- «Инфекционные болезни», СПб, (2001, 2005, 2015, 2016, 2019 гг.). Руководство практическим занятиям по инфекционным болезням, 2017; Инфекционные болезни: гемоконтактные инфекции, М., 2020, Алиментарно-зависимые болезни. СПБ, 2022

В последние 10 лет является заместителем главного редактора научно-практического журнала для врачей «Медлайн-экспресс», член редакционного совета «Ульяновского медико-биологического журнала», рецензируемого ВАК.
Подготовил 88 кандидатов и 23 докторов наук. В числе его учеников: академик В. И. Мидленко, профессора Г. Г. Брыжахин, В. И. Кравцов, С. С. Чукмаитов, А. А. Шортанбаев, А. Х. Секербаев, Г. У. Алшинбаева, Г. С. Архипов, Б. Б. Сагандыков, К. Б. Садыков, Т. П. Генинг, Н. К. Шаймарданов, Л. М. Киселева, А. Л. Бондаренко, Ж. З. Асылбекова, Р. И. Розенсон, Е. А. Огай, Р. Х. Багайдарова, А. Ж. Карабеков, Л. И. Жукова, Г. А. Утепбергенова, Т. С. Джасыбаева, Н. Ж. Чайжунусова, О. Л. Арямкина, И. Л. Соловьева.

## Награды
- значок «Отличнику здравоохранения»
- премия Аль-Фараби
- заслуженный деятель науки Казахской ССР (1990)[1].